# Jill Allibone
Jill Spencer Allibone (26 avril 1932 - 3 février 1998) est une historienne de l'architecture anglaise et la fondatrice du Mausolea and Monuments Trust. Elle a écrit des études sur Anthony Salvin et George Devey (en), et est juge de paix pendant plus de 20 ans.

## Jeunesse

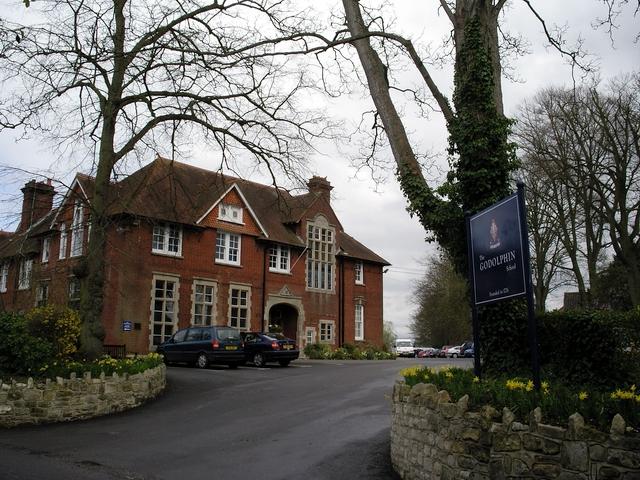
L'école Godolphin, Salisbury.

Allibone est née Jill Spencer Rigden à Abadan Iran, le 26 avril 1932, où son père, Horace Walter Rigden, dirige la raffinerie de pétrole anglo-persane. Elle passe sa jeunesse en Iran en dehors d'une période pendant la Seconde Guerre mondiale où elle est évacuée vers l'Afrique du Sud. Elle fait ses études à la Godolphin School de Salisbury, puis à la St Martin's School of Art. En 1954, elle rejoint le Courtauld Institute où elle est une contemporaine de Brian Sewell. A cette époque, elle rencontre son futur mari, l'avocat David Allibone, qu'elle épouse en 1957 avant d'avoir terminé ses études. Ils vivent dans le Kent. Elle passe son examen alors qu'elle est enceinte de son premier enfant. Selon Sewell, elle n'a épousé David Allibone qu'après s'être d'abord renseignée sur les intentions de Sewell à son égard, ignorant apparemment qu'il était gay.

## Carrière

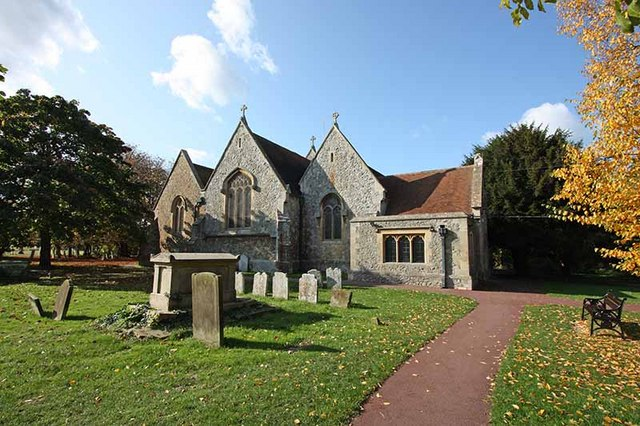
Église All Saints, Whitstable.

Après la naissance de trois filles, Allibone retourne à Courtauld pour terminer un doctorat sur l'architecte gothique Anthony Salvin, qui est publié en 1987. Son superviseur est Nikolaus Pevsner, le premier président de la Victorian Society, dans laquelle Allibone s'implique étroitement. Son étude de George Devey, connu pour ses œuvres du Kent, est publiée en 1991. Elle catalogue ses dessins à la British Architectural Library. En 1996, elle rédige des essais pour The Inns of Court (Black Dog Publishing, 2001).
En visitant la tombe de sa grand-mère à l'église All Saints de Whitstable, dans le Kent, Allibone tombe par hasard sur un mausolée conçu par Charles Barry junior en 1875, pour Wynne Ellis (en), une riche mercière et donatrice de la National Gallery. Voyant que la tombe se décompose, Allibone cherche les propriétaires et demande que le site soit inscrit au patrimoine anglais. C'est maintenant un monument classé de grade II. Cela éveille l'intérêt d'Allibone pour les monuments funéraires et en 1997, elle fonde le Mausolea and Monuments Trust, qui est en mesure de reprendre les monuments afin de les entretenir et de les protéger.
Allibone est membre de la Society of Antiquaries of London. Elle est nommée juge de paix pour le banc de South Westminster en 1966 et sert pendant plus de 20 ans.
Allibone est décédé à Tunbridge Wells, Kent, le 3 février 1998. Elle est enterrée avec son mari David Allibone (décédé en 2007) à l'église St George, Benenden, Kent.

## Publications
- Anthony Salvin, pionnier de l'architecture néo-gothique 1799–1881, University of Missouri Press, Columbia, 1987[4].
- George Devey : Architecte 1820–1886, Lutterworth Press, 1991. (ISBN 0718827856)
- Peintures murales de Garton on the Wolds, Pevsner Memorial Trust, 1991. (ISBN 0951843001)

## Crédit d'auteurs
- (en) Cet article est partiellement ou en totalité issu de l’article de Wikipédia en anglais intitulé « Jill Allibone » (voir la liste des auteurs).